# Валієв Владислав Артурович
Владислав Артурович Валієв (рос. Владислав Артурович Валиев; нар. 25 квітня 1993, Москва) — російський борець вільного стилю, бронзовий призер чемпіонату світу, чемпіон Європи, володар Кубку світу. Майстер спорту міжнародного класу з вільної боротьби.

## Життєпис
Боротьбою почав займатися з 2002 року. Перший тренер — А. С. Бестаєв. У 2011 році здобув бронзову нагороду першості Росії серед юніорів.
Чемпіон Росії 2017 року. Бронзовий призер чемпіонату Росії 2016 року.
Тренери — заслужений тренер Росії і Південної Осетії В. К. Лалієв, заслужений тренер Росії і Південної Осетії А. Х. Маргієв, А. Г. Хугаєв.
У збірній команді Росії з 2015 року.
Живе у Владикавказі. Виступає за ЦСКА, РСТ-Аланію і Московську область.
Навчається в Московському державної університеті імені М. В. Ломоносова на фізичному факультеті.

## Спортивні результати на міжнародних змаганнях

### Виступи на Чемпіонатах світу
| Змагання                        | Збірна | Вагова категорія          | Місце  |
| ------------------------------- | ------ | ------------------------- | ------ |
| Чемпіонат світу з боротьби 2017 | Росія  | вільна боротьба, до 86 кг | Бронза |

### Виступи на Чемпіонатах Європи
| Змагання                         | Збірна | Вагова категорія          | Місце  |
| -------------------------------- | ------ | ------------------------- | ------ |
| Чемпіонат Європи з боротьби 2019 | Росія  | вільна боротьба, до 86 кг | Золото |

### Виступи на Кубках світу
| Змагання                    | Збірна | Вагова категорія          | Місце  |
| --------------------------- | ------ | ------------------------- | ------ |
| Кубок світу з боротьби 2017 | Росія  | вільна боротьба, до 86 кг | 5      |
| Кубок світу з боротьби 2019 | Росія  | команда                   | Золото |

### Виступи на інших змаганнях
| Змагання                                 | Збірна | Вагова категорія               | Місце  |
| ---------------------------------------- | ------ | ------------------------------ | ------ |
| Вогні Москви 2013                        | Росія  | вільна боротьба, до 84 кг      | Золото |
| Гран-прі «Іван Яригін» 2014              | Росія  | вільна боротьба, до 86 кг      | 5      |
| Гран-прі «Іван Яригін» 2015              | Росія  | вільна боротьба, до 86 кг      | 19     |
| Турнір Олександра Медведя 2015           | Росія  | вільна боротьба, до 86 кг      | 17     |
| Турнір Степана Саргісяна 2015            | Росія  | вільна боротьба, до 86 кг      | Бронза |
| Кубок Рамзана Кадирова 2015              | Росія  | вільна боротьба, до 86 кг      | Бронза |
| Кубок Алроси 2015                        | Росія  | вільна боротьба, до 86 кг      | Золото |
| Гран-прі «Іван Яригін» 2016              | Росія  | вільна боротьба, до 86 кг      | Бронза |
| Чемпіонат Росії з боротьби 2016          | Росія  | вільна боротьба, до 86 кг      | Бронза |
| Турнір Степана Саргісяна 2016            | Росія  | вільна боротьба, до 86 кг      | Бронза |
| Турнір Дмитра Коркіна 2016               | Росія  | вільна боротьба, до 86 кг      | Золото |
| Гран-прі «Іван Яригін» 2017              | Росія  | вільна боротьба, до 86 кг      | Бронза |
| Чемпіонат Росії з боротьби 2017          | Росія  | вільна боротьба, до 86 кг      | Золото |
| Меморіал Вацлава Циолковського 2017      | Росія  | вільна боротьба, до 86 кг      | Золото |
| Турнір Аланії з боротьби 2017            | Росія  | вільна боротьба, до 86 кг      | Срібло |
| Гран-прі «Іван Яригін» 2018              | Росія  | вільна боротьба, до 86 кг      | Бронза |
| Турнір Дана Колова — Николи Петрова 2018 | Росія  | вільна боротьба, до 86 кг      | 14     |
| Турнір Г. Картозія і В. Балавадзе 2018   | Росія  | вільна боротьба, до 86 кг      | Бронза |
| Чемпіонат Росії з боротьби 2018          | Росія  | вільна боротьба, до 86 кг      | Бронза |
| Турнір Аланії з боротьби 2018            | Росія  | вільна боротьба, до 86 кг      | Золото |
| Гран-прі «Іван Яригін» 2019              | Росія  | вільна боротьба, до 86 кг      | Бронза |
| Чемпіонат Росії з боротьби 2019          | Росія  | вільна боротьба, до 86 кг      | Срібло |
| Кубок Алроси 2019                        | Росія  | Multiple Style Event, до 86 кг | 5      |
| Турнір Аланії з боротьби 2019            | Росія  | вільна боротьба, до 86 кг      | Бронза |

### Виступи на змаганнях молодших вікових груп
| Змагання                                       | Збірна | Вагова категорія          | Місце  |
| ---------------------------------------------- | ------ | ------------------------- | ------ |
| Чемпіонат Європи з боротьби серед кадетів 2010 | Росія  | вільна боротьба, до 85 кг | Золото |
| Кубок світу з боротьби серед юніорів 2011      | Росія  | вільна боротьба, до 84 кг | Бронза |
| Кубок Фрейденфельдса серед юніорів 2013        | Росія  | вільна боротьба, до 84 кг | Бронза |
| Чемпіонат Європи з боротьби серед юніорів 2013 | Росія  | вільна боротьба, до 84 кг | Золото |
| Чемпіонат світу з боротьби серед юніорів 2013  | Росія  | вільна боротьба, до 84 кг | Золото |